# Lista de foguetes de sondagem
Esta é uma lista de foguetes de sondagem usados para voos suborbitais de pesquisa.

## Argentina

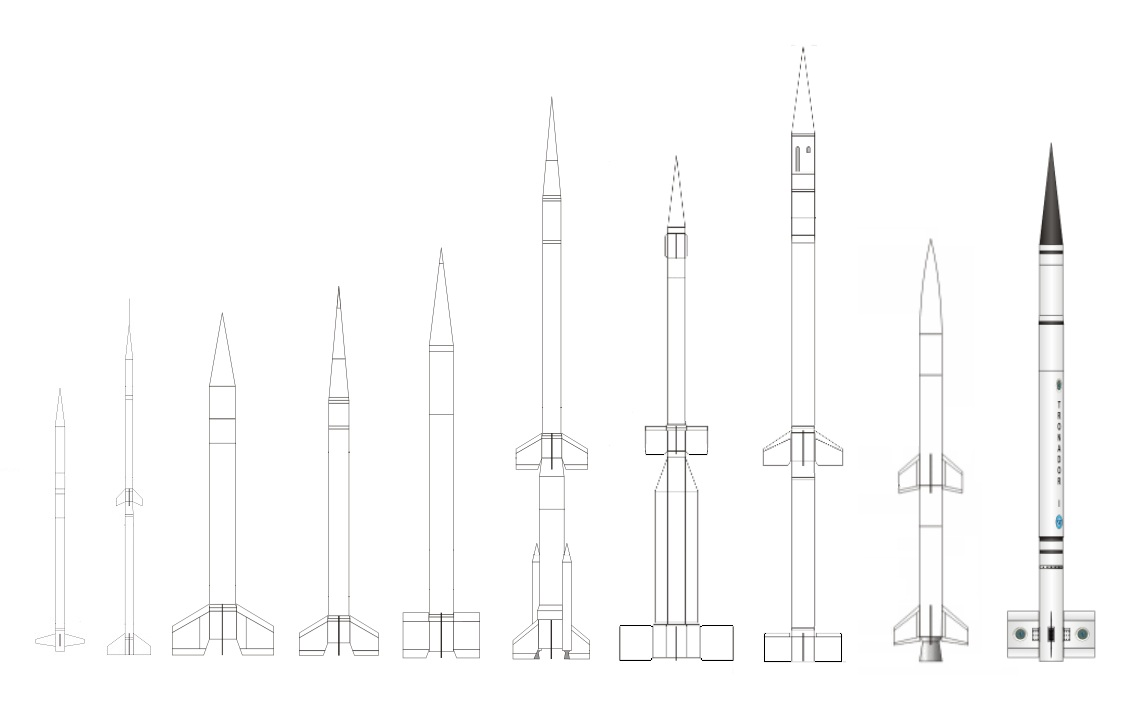
Foguetes de sondagem argentinos.

- Antares
- Canopus I
- Canopus II
- Castor M1
- Castor M2
- Alfa Centauro
- Beta Centauro
- Gamma Centauro M1
- Gamma Centauro M2
- Gradicom I
- Gradicom II
- Orión I
- Orión II
- PBX 100/10
- Proson M1
- Rigel
- Tauro M1
- Tauro M2
- Tronador I

## Brasil

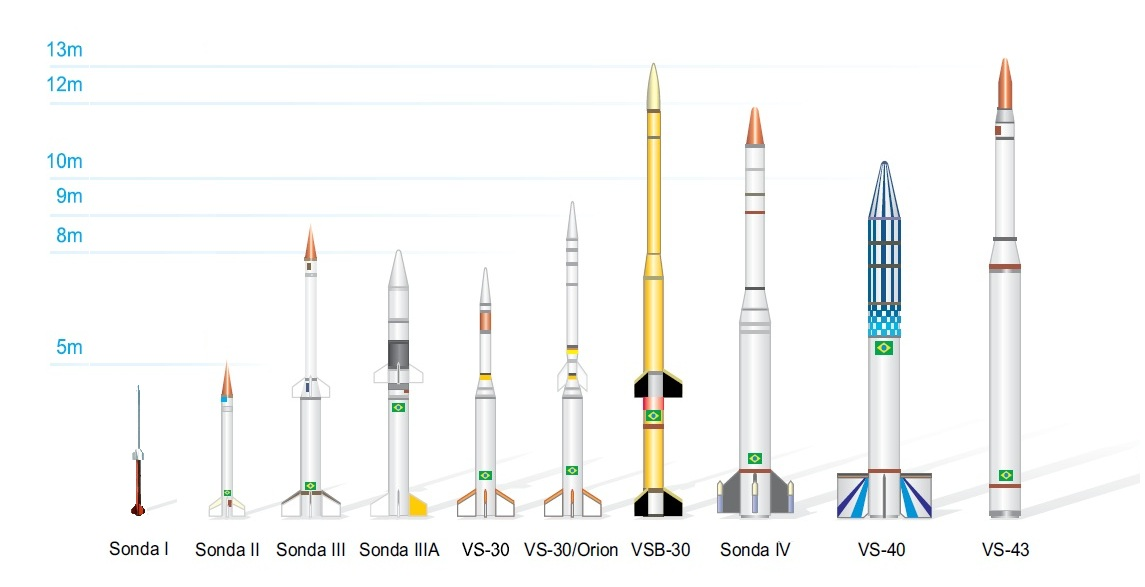
Foguetes de sondagem brasileiros.

- Fogtrein
- Família de foguetes Sonda
  - Sonda I
  - Sonda II
  - Sonda III
  - Sonda IV
- VS-30
- VS-40
- VS-43 – em desenvolvimento[1]
- VSB-30
- VS-50

## Canadá

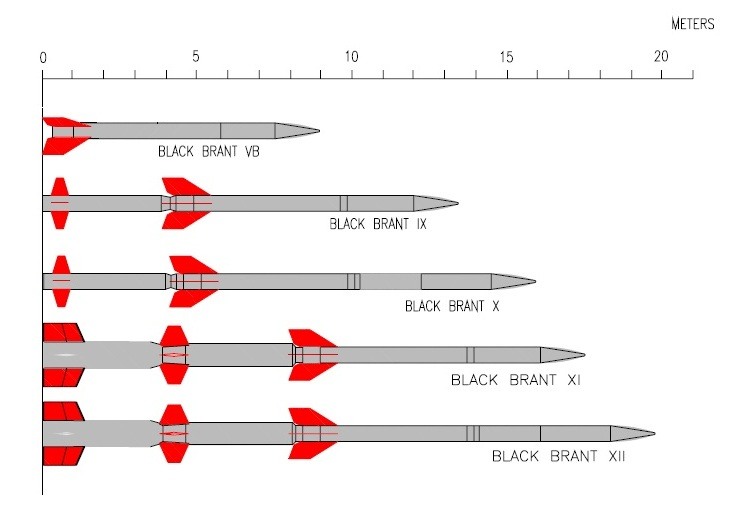
Foguetes de sondagem Black Brant.

- Black Brant
  - Black Brant I
  - Black Brant II
  - Black Brant III
  - Black Brant IV
  - Black Brant V
  - Black Brant VI
  - Black Brant VII
  - Black Brant VIII
  - Black Brant IX
  - Black Brant X
  - Black Brant XI
  - Black Brant XII

## China
- T-7

## República Democrática do Congo
- Troposfera 2, 4, e 5

## França

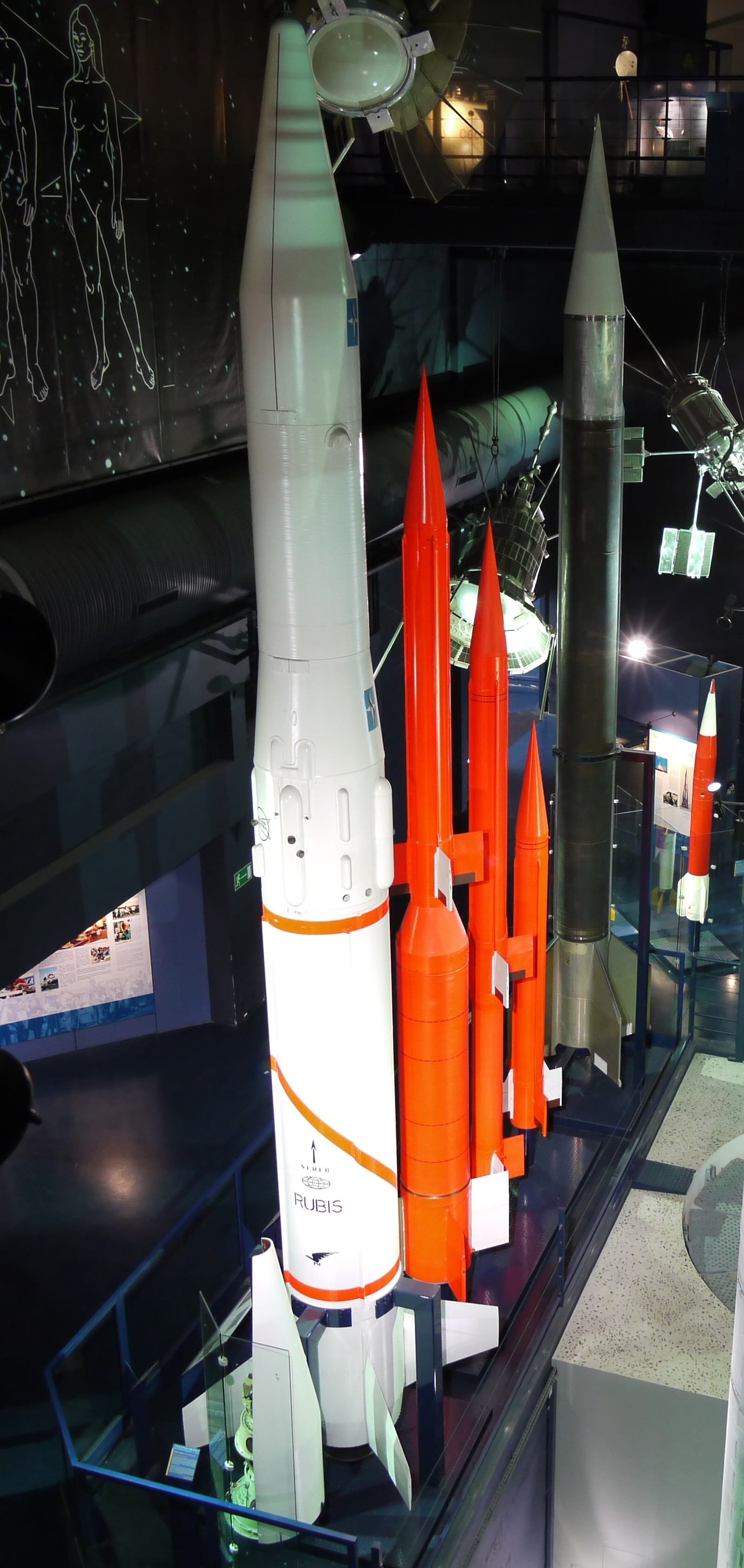
Foguetes de sondagem franceses.

- Aigle
- Agate
- Antarès
- Belier
- Bérénice
- Centaure
- Cora
- Daniel
- Dauphin
- Dragon
- Emeraude
- Eole
- Eridan
- Monica
- Rubis
- Saphir
- Tacite
- Tibère
- Titus
- Topaze
- Véronique
- Vesta

## Alemanha
- Cirrus
- Kumulus
- Mohr
- OTRAG
- Seliger

## Índia

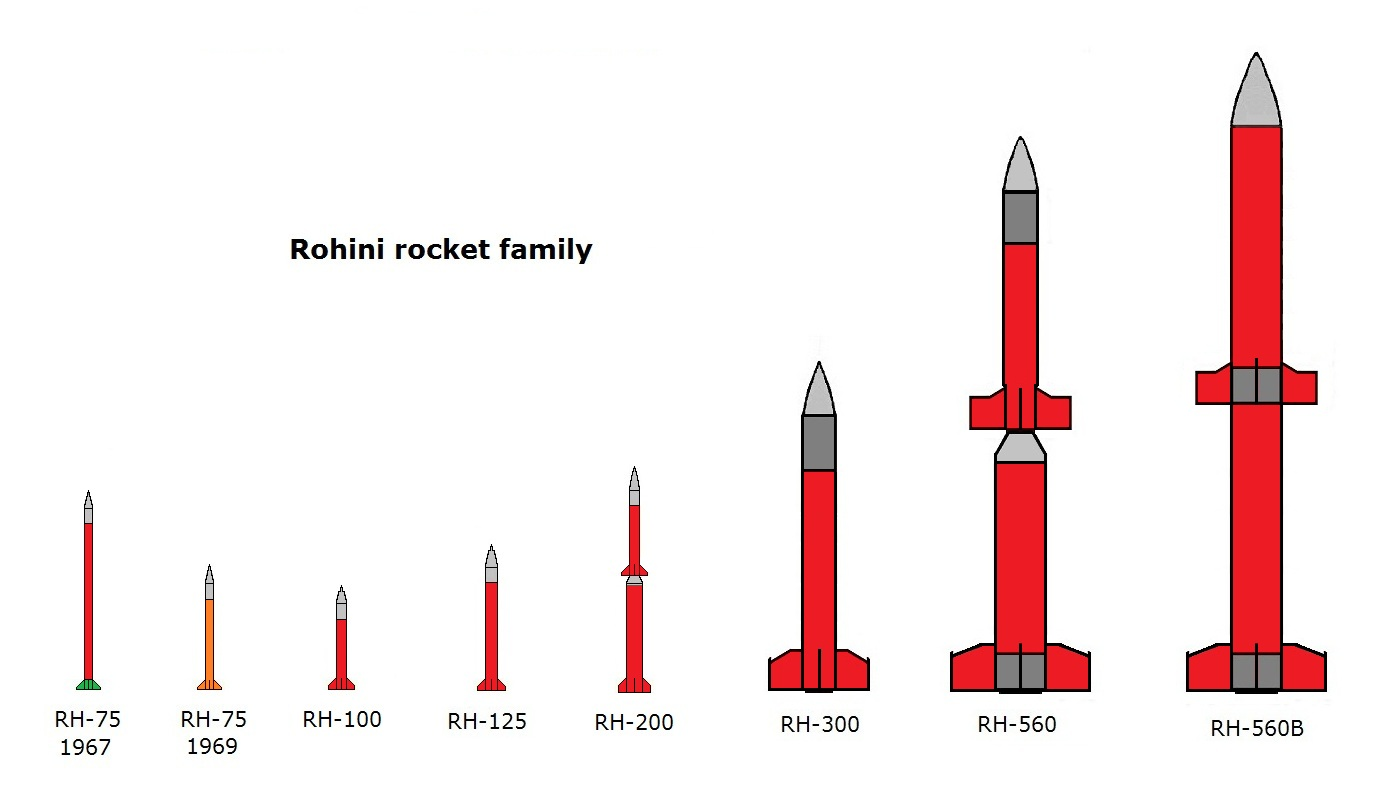
Família de foguetes Rohini.

- Rohini (família de foguetes)
  - RH-75
  - RH-100
  - RH-125
  - RH-200
  - RH-300
  - RH-560
- Veículo de Tecnologia Avançada
- VYOM

## Itália
- Alfa
- SISPRE

## Japão

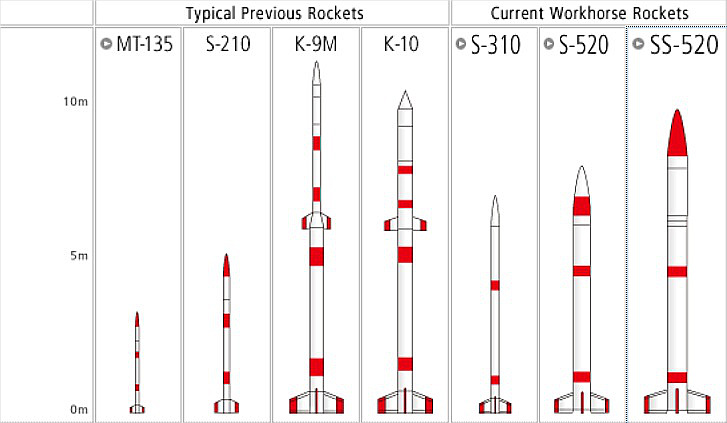
Os foguete de sondagem japoneses.

- Baby
- Kappa - família de foguetes
  - Kappa-1, 2 e 3
  - Kappa-4, 5 e 6
  - Kappa-7
  - Kappa-8
  - Kappa-9
  - Kappa-10
- MT-135
- Pencil
- S - família de foguetes
  - S-A
  - S-B
  - S-C
- S-160
- S-210
- S-250
- S-300
- S-310
- S-520
- SS-520

## Nova Zelândia
- Ātea-1

## Polônia
- Meteor

## Rússia
- M-100
- MMR06
- MR-12
- MR-20

## Espanha
- INTA-255
- INTA-300

## Suiça
- Zenit-C

## Reino Unido

Os foguete de sondagem britânicos.

- Leopard
- Skua
- Petrel
- Rook
- Skylark
- Black Knight
- Jaguar
- Fulmar
- Falstaff

## Estados Unidos
- Aerobee
- Arcas, Boosted Arcas
- Astrobee
- Blue Scout Junior
- Bumper
- Javelin
- Judi Dart
- Jupiter-A
- Jupiter-C
- Little Joe
- Loki, Super Loki
- Maxus
- Usando o Nike como base
  - Nike Apache
  - Nike Asp
  - Nike Black Brant
  - Nike Cajun
  - Nike Deacon
  - Nike Hawk
  - Nike Hydac
  - Nike Iroquois
  - Nike Javelin
  - Nike Malemute
  - Nike Nike
  - Nike Orion
  - Nike Recruit
  - Nike Smoke
  - Nike T40 T55
  - Nike Tomahawk
  - Nike Viper I
  - Nike Yardbird
  - Nike Zeus
- Orion
- Prospector
- Sidewinder Arcas, Sidewinder-Raven
- SpaceLoft XL, UP Aerospace
- Starbird
- Strypi
- TE-416 Tomahawk
- Tiamat
- Viking
- WAC Corporal